# 艾伯尔施塔特
艾伯尔施塔特（德語：Eibelstadt，發音：[ˈaɪbl̩ˌʃtat] ⓘ）是德国巴伐利亚州下弗兰肯行政区维尔茨堡县的城市，面积7.07平方千米，2023年12月31日人口为3,135人。